# УЕФА
Унија европских фудбалских асоцијација (енгл. Union of European Football Associations), скраћено УЕФА (енгл. UEFA), је организација која представља административни и контролни орган европског фудбала. Заступа европске националне фудбалске савезе, организује девет репрезентативних и четири клупска такмичења у Европи (где су укључене све европске земље уз додатак Турске, Израела, Грузије, Јерменије, Азербејџана и Казахстана), контролише новчане награде, правила и медијска права везана за та такмичења. УЕФА је једна од шест континенталних конфедералних јединица светске фудбалске организације.
Када је реч о богатству и утицају на светски фудбал, УЕФА је убедљиво најјача континентална организација. Готово сви најбољи играчи света играју у европским лигама због високих плата које им пружају најбогатији фудбалски клубови, нарочито у лигама Енглеске, Италије, Шпаније и Немачке. Многе од најјачих националних селекција света су чланице УЕФЕ. Од укупно 32 места на светском фудбалском првенству у Немачкој 2006., 14 је припадало репрезентацијама чланицама УЕФЕ.
УЕФА је основана 15. јуна 1954. године у Базелу, Швајцарска као последица разговора фудбалских савеза Француске, Италије и Белгије. Седиште организације је било у Паризу до 1959. када су се преселили у Берн. Анри Делона је био први генерални секретар, а Еб Шварц председник. Административни центар је, од 1995. у Ниону у Швајцарској. У почетку се састојала од 29 националних савеза, данас се тај број попео на 55.
Данашњи председник УЕФЕ је Словенац Александар Чеферин.
УЕФА, као представник националних фудбалских савеза, је у више наврата долазила у сукоб са Европском комисијом. Од 1990. године, правила издавања телевизијских права, а посебно међународних трансфера играча (Босманова пресуда) су претрпјела велике измене, да се не би косиле са европским правом.

## Генерални секретари организације УЕФА
- Анри Делоне (1954—1955)
- Пјер Делоне (1955—1960)
- Ханс Бангертер (1960—1989)
- Герхарт Ајгнер (1989—2003)
- Ебе Шварц (2003—2007)
- Ђијани Инфатино (2007—2016)
- Теодор Теодоридис (2016—)

## Председници УЕФА
- Ебе Шварц (1954—1962)
- Густав Видеркер (1962—1972)
- Артемио Франки (1972—1983)
- Жак Жорж (1983—1990)
- Ленарт Јохансон (1990—2007)
- Мишел Платини (2007—2015)
- Александар Чеферин (2016—)

## Чланови

## Такмичења

### Репрезентативна
Најважније такмичење мушких националних селекција је Европско фудбалско првенство, покренуто 1958. и први пут одржано 1960. До 1964. године носило је назив „Куп европских нација“. Поред овог, УЕФА организује првенства за селекције млађе од 21, 19, и 17 година, УЕФА шампионат за жене, као и такмичење за жене млађе од 19 година.
УЕФА је организатор и УЕФА/КАФ Меридијан купа (енгл. UEFA/CAF Meridian Cup) заједно са Конфедерацијом афричког фудбала, на коме учествују омладинске репрезентације.
У футсалу(малом фудбалу) се организује УЕФА футсал шампионат.
УЕФА Лига нација је друго УЕФА такмичење, које је уведено 2018. Такмичење је у великој мери заменило међународне пријатељске утакмице. Игра се сваке две године.

### Клупска
Под Уефиним окриљем се одржавају и два главна клупска такмичења у Европи: Лига шампиона, чији су учесници освајачи титуле првака националних лига. Први пут је одржана 1955. под именом Европски куп шампиона, и тај назив је носила до 1991, и УЕФА куп у коме се такмиче освајачи националних купова и високопласирани клубови на завршетку националног првенства, који је 1971. настао из Купа сајамских градова (постојао од 1955). Треће такмичење, Куп победника купова, започето 1960. се интегрисало у УЕФА куп 1999. Само четири тима су успела да се оките насловима освајача сва три наведена такмичења, успех који више није могућ ниједном тиму који није освојио Куп победника купова.
УЕФА Супер куп представља једну утакмицу у којој су супротстављени освајач Лиге шампиона и првак Купа УЕФА, и настао је 1973.
Интертото куп је љетње такмичење, у почетку играно само између клубова представника неколико фудбалских савеза средње Европе, које је УЕФА обновила 1995. Три победника овог такмичења су улазила у УЕФА куп, а од сезоне 2005/06 ће чак једанаест европских клубова на овај начин доћи до учешћа у Купу УЕФА. Од 2009. такмичење за УЕФА куп се реорганизује, а такмичење у Интертото купу укида. Однедавно, УЕФА је покренула Куп регија за полупрофесионалне тимове. Организује и Куп УЕФА за жене, у коме учествују женски клубови Европе, као и УЕФА футсал куп у футсалу (малом фудбалу).
Европско/Јужноамерички куп је одржаван у кооперацији са КОНМЕБОЛ-ом, и у њему су учествовали победници лиге шампиона и њеног јужноамеричког пандана - Куп Либертадорес (шп. Copa Libertadores de América).

## Квалификације за светско првенство под УЕФА
Наредне чланице УЕФЕ су обезбедиле пласман на светским првенствима у фудбалу.
- 1930. - Белгија, Краљевина Југославија, Румунија, Француска
- 1934. - Аустрија, Белгија, Западна Немачка, Италија, Мађарска, Румунија, Француска, Холандија, Чехословачка, Швајцарска, Шведска, Шпанија
- 1938. - Белгија, Чехословачка, Француска, Западна Немачка, Мађарска, Италија, Холандија, Норвешка, Пољска, Румунија, Шведска, Швајцарска
- 1950. - Енглеска, Италија, Шпанија, Шведска, СФРЈ, Швајцарска
- 1954. - Аустрија, Белгија, Чехословачка, Енглеска, Француска, Мађарска, Шкотска, Швајцарска, СФРЈ, Западна Немачка
- 1958. - Аустрија, Чехословачка, Енглеска, Француска, Мађарска, Северна Ирска, СФРЈ, Шкотска, Шведска, СССР, Велс, Западна Немачка
- 1962. - Бугарска, Чехословачка, Енглеска, Мађарска, Италија, Шпанија, СФРЈ, СССР, Швајцарска, Западна Немачка
- 1966. - Бугарска, Енглеска, Француска, Мађарска, Италија, Португал, Шпанија, Швајцарска, СССР, Западна Немачка
- 1970. - Белгија, Бугарска, Чехословачка, Енглеска, Италија, Румунија, Шведска, СССР, Западна Немачка, Израел
- 1974. - НДР, Бугарска, Италија, Холандија, Пољска, Шкотска, Шведска, СФРЈ, Западна Немачка
- 1978. - Аустрија, Француска, Мађарска, Италија, Холандија, Пољска, Шкотска, Шпанија, Шведска, Западна Немачка
- 1982. - Аустрија, Белгија, Чехословачка, Енглеска, Француска, Мађарска, Италија, Северна Ирска, СФРЈ, СССР, Пољска, Шкотска, Шпанија, Западна Немачка
- 1986. - Белгија, Бугарска, Данска, Енглеска, Француска, Мађарска, Италија, Северна Ирска, Пољска, Португал, СССР, Шкотска, Шпанија, Западна Немачка
- 1990. - Аустрија, Белгија, Чехословачка, СФРЈ, Енглеска, Ирска, Италија, Холандија, Румунија, Шкотска, Шпанија, Шведска, СССР, Западна Немачка
- 1994. - Белгија, Бугарска, Немачка, Грчка, Ирска, Италија, Холандија, Норвешка, Румунија, Русија, Шпанија, Швајцарска, Шведска
- 1998. - Аустрија, Белгија, Бугарска, СР Југославија, Данска, Енглеска, Француска, Немачка, Италија, Холандија, Норвешка, Румунија, Шкотска, Шпанија, Хрватска
- 2002. - Белгија, Данска, Словенија, Енглеска, Италија, Француска, Ирска, Немачка, Пољска, Португал, Русија, Шпанија, Шведска, Турска, Хрватска
- 2006. - Чешка Република, Енглеска, Немачка, Француска, Италија, Холандија, Пољска, Португал, Србија и Црна Гора, Шпанија, Швајцарска, Шведска, Хрватска
- 2010. - Данска, Енглеска, Француска, Немачка, Грчка, Италија, Холандија, Португал, Србија, Словачка, Словенија, Шпанија, Швајцарска
- 2014. - Белгија, Босна и Херцеговина, Хрватска, Енглеска, Француска, Немачка, Грчка, Италија, Холандија, Португал, Русија, Шпанија, Швајцарска
- 2018. - Белгија, Данска, Енглеска, Исланд, Немачка, Пољска, Португал, Србија, Француска, Хрватска, Швајцарска, Шведска, Шпанија

Учешће на светским првенствима од репрезентација (од 19 пута)
+ = тим и национални савез више не постоје
- 17 учешћа:
  Немачка  (укључујући 10 учешћа Западне Њемачке)
 Италија
- 13 учешћа:
  Енглеска
 Шпанија
 Француска
- 12 учешћа:
  Белгија
 Шведска
- 11 учешћа:
  Србија (7 пута  Југославија+1 пута  Југославија+ и 1 пута  Србија и Црна Гора+)
- 10 учешћа:
  Русија (7 пута  Совјетски Савез+)
- 9 учешћа:
  Чешка (8 пута  Чехословачка+)
 Мађарска
  Швајцарска
- 8 учешћа:
  Холандија
  Шкотска
  Пољска
- 7 учешћа:
  Аустрија
  Бугарска
  Румунија
- 5 учешћа:
  Португалија
- 4 учешћа:
  Данска
  Хрватска
- 3 учешћа:
  Република Ирска
  Норвешка
- 2 учешћа:
  Турска
- 1 учешће:
  Израел
 Исланд